# São Marcos (título cardinalício)
O titulus de São Marcos, originalmente Iuxta Pallacina (em latim: S. Marci) é um título que foi criado em 336 pelo Papa Marcos e ligado à Basílica de São Marcos Evangelista ao Capitólio. De acordo com o catálogo de Pietro Mallio, redigido durante o pontificado do Papa Alexandre III, o titulus era anexado à Basílica de São Pedro e os seus sacerdotes celebravam ali missas em turnos até aquele momento. Tradicionalmente, é atribuído aos Patriarcas de Veneza.
A igreja titular deste titulus é San Marco Evangelista al Campidoglio

## Titulares
- Epifanio (494-?)
- Stefano (590-?)
- Stefano (745- prima del 761)
- Filippo (761- prima del 797)
- Gregório, O.S.B. (797-827) Eleito Papa Gregório IV
- Adriano (?) (844- começo de 853)
- Adriano (853-867)
- Pietro (1012- 1033)
- Pietro (1033- 1049)
- Giovanni (1049- cerca de 1058)
- Bonifazio (1058- 1062)
- Bonifazio (?) (1062- cerca de 1088)
- Leone (1088-?)
- Bonifazio (o Bonifácio) (cerca de 1114- cerca de 1129)
- Pietro (1130)
- Innocenzo Savelli (1130- cerca de 1133)
- Guido del Castello (ou de Castela) (1133-1143) Eleito Papa Celestino II
- Gilberto (1143-1149)
- Giovanni (1149-1151)
- Rolando Bandinelli (ou Orlando), Canônico Regular (1151-1159) Eleito Papa Alexandre III
- Antonio (1163-1167)
- Giovanni de' Conti di Segni (1167-1190)
- Guido (1191- prima del 1198)
- Goffredo da Castiglione (1227-1239) Eleito Papa Celestino IV em 1241
- Guillaume de Bray (1262-1282)
- Pietro Peregrossi (dito Milanese) (1289-1295)
- Bertrand de Déaulx (1338-1348)
- Francesco degli Atti (1356-1361)
- Jean de Blandiac (1361-1372)
- Giovanni Fieschi (1378-1384)
- Pierre Amiel (ou d'Ameil, ou de Sarunas, ou de Sarcenas ou de Grâce), O.S.B. (1379-1389), pseudocardeal do antipapa Clemente VII
- Ludovico Donato, O.F.M. (1381-1386)
- Angelo Correr (1405-1406) Eleito Papa Gregório XII
- Antonio Calvo (1409-1411)
- Guillaume Fillastre (ou Philastrius) (1411-1428)
- Angelotto Fosco (1431-1444)
- Bartolomeo Vitelleschi (1444-1449), pseudocardeal do antipapa Félix V
- Pietro Barbo (1451-1464) Eleito Papa Paulo II
- Marco Barbo (1467-1478); in commendam (1478-1490)
- Lorenzo Cybo de Mari (1491-1501); in commendam (1501-1503)
- Domenico Grimani (1503-1508); in commendam (1508-1523)
- Marco Cornaro (1523-1524)
- Francesco Pisani (1527-1555); in commendam (1555-1564)
- Luigi Cornaro (1564-1568) novamente (1570-1584)
- Luigi Pisani (1568-1570)
- Giovanni Francesco Commendone (1584)
- Pietro Valier (ou Valier) (1585-1605)
- Giovanni Dolfin (1605-1621)
- Matteo Priuli (1621-1624)
- Pietro Valier (1624-1629)
- Federico Baldissera Bartolomeo Cornaro (1629-1646)
- Marcantonio Bragadin (1646-1658)
- Cristoforo Vidman (1658-1660)
- Pietro Vito Ottoboni (1660-1677) Eleito Papa Alexandre VIII em 1689
- Gregorio Barbarigo (1677-1697)
- Marcantonio Barbarigo (1697-1706)
- Giambattista Rubini (1706-1707)
- Gianalberto Badoardo (1712-1714)
- Luigi Priuli (1714-1720)
- Pietro Priuli (1720-1728)
- Angelo Maria Quirini, O.S.B. (1728-1743); in commendam (1743-1755)
- Carlo Rezzonico, sênior (1755-1758) Eleito Papa Clemente XIII
- Daniele Delfino (1758-1762)
- Antonio Marino Priuli (1762-1771)
- Carlo Rezzonico, júnior (1772-1773); in commendam (1773-1799)
- Ludovico Flangini (1800-1802)
- Vacante (1802-1816)
- Luigi Ercolani, in commendam (1816-1817); titular (1817-1825)
- Vacante (1825-1829)
- Karl Kajetan von Gaisruck (1829-1846)
- Charles Januarius Acton (1846-1847)
- Giacomo Piccolomini (1847-1861)
- Pietro de Silvestri (1861-1875)
- Domenico Bartolini (1876-1887)
- Michelangelo Celesia, O.S.B. Cas. (1887-1904)
- József Samassa (1905-1912)
- Franz Xaver Nagl (1912-1913)
- Friedrich Gustav Piffl, C.R.S.A. (1914-1932)
- Elia Dalla Costa (1933-1961)
- Giovanni Urbani (1962-1969)
- Albino Luciani (1973-1978) Eleito Papa João Paulo I
- Marco Cé (1979-2014)
- Angelo De Donatis (2018-)